# T-27
La T-27 fue una tanqueta desarrollada en la década de 1930 por la Unión Soviética. Se basaba en el diseño de la tanqueta Carden-Loyd Mk.VI, comprada bajo licencia al Reino Unido en 1929.

## Diseño
Los soviéticos no estaban totalmente satisfechos con el diseño Carden-Loyd y realizaron una serie de cambios antes de ponerlo en producción masiva bajo la designación T-27. En comparación con el original británico, el casco era más grande, se mejoraron las ruedas de rodaje y se modificó el afuste para instalar una ametralladora soviética DT de 7,62 mm.
El ingeniero jefe N. Kozyrev y el ingeniero principal K. Sirken mejoraron en 1931 la capacidad de la tanqueta para hacer frente al clima ruso y el terreno. Carecía de cualquier dispositivo de comunicación, ya que la comunicación entre vehículos se efectuaba mediante banderas de señales.

## Servicio

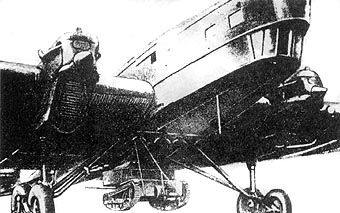
Bombardero TB-3 transportando una T-27.

La tanqueta fue aceptada para el servicio el 13 de febrero de 1931. Simultáneamente fue producida en dos fábricas, la Bolshevik en Leningrado y la que más tarde se convertiría en la fábrica GAZ en Nijni Novgorod .
El uso principal de la T-27 durante su vida de servicio fue como un vehículo de reconocimiento. Inicialmente se formaron 65 batallones de tanquetas, cada uno con aproximadamente 50 tanquetas. Más tarde, esta cifra se redujo a 23 por batallón.
La tanqueta también podía ser aerotransportada. En 1935, los soviéticos realizaron experimentos para transportar la T-27 por vía aérea, suspendiéndolas bajo los fuselajes de los bombarderos Tupolev TB-3.
La T-27 fue empleada en combate en las Repúblicas soviéticas del Asia Central durante la década de 1930, en las campañas contra la Revuelta de los Basmachi. Sin embargo, rápidamente quedaron obsoletas debido a la aparición de vehículos blindados más avanzados. El Ejército Rojo las consideraba fiables y sencillas de operar, pero la T-27 tenía un pobre desempeño sobre terrenos pantanosos y nevados debido a la estrechez de sus orugas. Además era difícil encontrar tripulantes, ya que las tanquetas eran tan pequeñas que se necesitaban soldados de baja estatura. Hacia finales de la década de 1930, la T-27 fue relegada principalmente para entrenamiento, mientras que algunas de ellas fueron usadas para remolcar cañones.

## Variantes
Además se hicieron algunos experimentos para equipar a la T-27 con armas más avanzadas, tales como lanzallamas y cañones sin retroceso, pero no tuvieron éxito. Unas cuantas T-27 fueron equipadas con cabinas presurizadas y accesorios especiales para poder cruzar ríos por debajo del agua. También fue el primer vehículo soviético sobre orugas en ser trasportado por un avión (se podía montar una tanqueta bajo el fuselaje del bombardero TB-3). El Antonov A-40 fue un intento de agregar alas a la T-27.

## Producción
Para enero de 1941, 2.157 tanquetas T-27 se encontraban en servicio y algunas participaron en las etapas iniciales de la Gran Guerra Patria (Segunda Guerra Mundial) en ese año. El último empleo en combate registrado de la T-27 fue en la Batalla de Moscú, en diciembre de 1941. Una pequeña cantidad de tanquetas capturadas fueron empleadas por los alemanes.